# Manejo de recursos hídricos en la Ciudad de México
La Zona Metropolitana del Valle de México, una zona metropolitana con más de 19 millones de habitantes, incluida la capital de México (la Ciudad de México, antes el Distrito Federal), con más de 9 millones de habitantes, se enfrenta a enormes retos en relación con el agua. Entre estos, se incluyen la sobreexplotación del agua subterránea, el hundimiento de la tierra, el riesgo de grandes inundaciones, el impacto de la creciente urbanización, la baja calidad del agua, el uso ineficiente del agua, un índice bajo de tratamiento de aguas residuales, problemas de sanidad sobre la reutilización de aguas residuales en agricultura y la recuperación limitada de costos.[cita requerida]
Superar estos retos se complica con las responsabilidades fragmentadas para el manejo del agua en la Zona Metropolitana del Valle de México:
- El Gobierno Federal está a cargo de la regulación del uso de los recursos hídricos, lo que contribuye al financiamiento de inversiones y el abastecimiento de agua en grandes cantidades procedente de otras cuencas a través de la Comisión Nacional del Agua (Conagua).
- El estado de México suministra agua en grandes cantidades, trata las aguas residuales y ayuda a las municipalidades a proporcionar servicios de abastecimiento de agua y saneamiento en su parte de la Zona Metropolitana del Valle de México.
- 59 gobiernos municipales en la Zona Metropolitana del Valle de México, ubicados en el estado de México y en una municipalidad en el estado de Hidalgo, están a cargo de la distribución de agua y el saneamiento para las partes constituyentes;
- El Jefe de Gobierno de la Ciudad de México suministra servicios de abastecimiento de agua y saneamiento a sus partes constituyentes a través de su departamento de recursos hídricos.
- Dos distritos de riego del estado de Hidalgo se responsabilizan del riego con aguas residuales de la Zona Metropolitana del Valle de México.[cita requerida]

Considerando el tamaño y la importancia política de la Zona Metropolitana del Valle de México, una gran inundación o una interrupción prolongada del abastecimiento de agua supondría una crisis política nacional que posiblemente amenazaría la estabilidad del gobierno federal. Por lo tanto, la seguridad del abastecimiento de agua y el funcionamiento del drenaje de aguas pluviales de la zona metropolitana son preocupaciones importantes de los gobiernos locales, estatales, distritales y federales.[cita requerida]
En respuesta a los retos indicados interiormente, el Gobierno Federal, el Estado de México y el Distrito Federal iniciaron un programa de sostenibilidad del agua de 2800 millones US$ en 2007. De forma paralela, el gobierno del Distrito Federal inició un plan medioambiental que incluía la conservación del agua como objetivo principal. Entre las inversiones previstas bajo ambos planes, se encuentran un aumento del tratamiento de aguas residuales, la importación de aguas superficiales de las superficies irrigadas al norte de la ciudad donde se ha producido un aumento de la cantidad de aguas superficiales debido al riego con aguas residuales, la construcción de un nuevo gran túnel de drenaje de aguas pluviales, el aumento de importaciones de agua a partir de la expansión del sistema Cutzamala, con un alto consumo energético, que bombea agua para elevarla más de 1000 metros, y la reducción del agua no rentable del 36% al 25%. Una de las dificultades de la reducción del agua no rentable es la capacidad limitada del departamento de recursos hídricos del Distrito Federal después de no haber renovado cuatro contratos de servicio con empresas del sector privado que han tenido un aumento de medición considerable.

Zona Metropolitana del Valle de México (gris), Estado de México (verde) y Ciudad de México (Distrito Federal). El Valle de México abarca el Distrito Federal (DF) y la parte del Estado de México al norte del DF.

## Geografía y clima

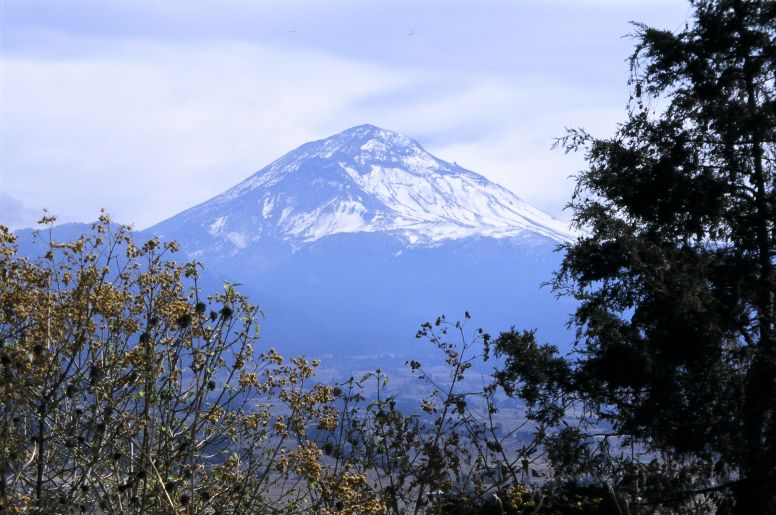
Popocatépetl, el pico más alto de las montañas que rodean la Ciudad de México.

El clima del Valle de México abarca desde una zona semiárida en el norte hasta una franja tropical en el sur. El valle tiene unas precipitaciones anuales de 700 milímetros (27,6 plg), que se concentran en los meses de junio a septiembre/octubre y durante el resto del año son escasas o nulas. En la actualidad, apenas hay ríos permanentes; por lo tanto, las aguas subterráneas son el principal recurso hídrico del valle.
El valle no cuenta con ninguna salida de drenaje natural para las aguas que provienen de las laderas, lo cual hace que la ciudad sea vulnerable a las inundaciones. Este se abrió artificialmente mediante el uso de canales y túneles (las obras comenzaron en el siglo XVII) y se drenó por completo lo que solía ser el lago de Texcoco.
La parte rural del sur del Distrito Federal y el Valle de México, en especial la Sierra del Chichinautzin es la zona de recarga natural más importante del acuífero de la Ciudad de México debido a los niveles relativamente altos de precipitaciones y la alta permeabilidad de su basalto.

## Responsabilidades del sector
Manejo de recursos hídricos. La Comisión Nacional del Agua (CONAGUA) se responsabiliza del manejo de los recursos hídricos en México, incluida la concesión de la extracción de agua y los permisos de descarga de aguas residuales.
Abastecimiento de agua y saneamiento. La Comisión Nacional del Agua también abastece agua en grandes cantidades al Distrito Federal y a partes del Estado de México a través de los sistemas Cutzamala y Lerma.
En el Estado de México, la Comisión Estatal del Agua compra agua en grandes cantidades de CONAGUA, la transmite mediante su propia infraestructura para agua en grandes cantidades y la vende a 57 municipalidades, con 4,1 millones de habitantes. La Comisión Estatal del Agua también supervisa la calidad del agua, proporciona asistencia técnica a las municipalidades para la desinfección del agua y la limpieza de alcantarillas, opera estaciones de bombeo de aguas residuales y cinco plantas de tratamiento de aguas residuales, vacía fosas sépticas y abastece agua en camiones cisterna en situaciones de emergencia. También proporciona formación y ayuda a las municipalidades en el establecimiento de servicios públicos municipales (organismos operadores). Cada una de las 59 municipalidades del Estado de México y la municipalidad del Estado de Hidalgo que forman parte de la Zona Metropolitana del Valle de México se encargan del abastecimiento de agua y el saneamiento.
El servicio público municipal de abastecimiento de agua de la Ciudad de México, Sistema de Aguas de la Ciudad de México (SACM), se encarga del suministro de agua y el saneamiento en el Distrito Federal. Su director es nombrado por el gobierno del distrito.

## Infraestructura

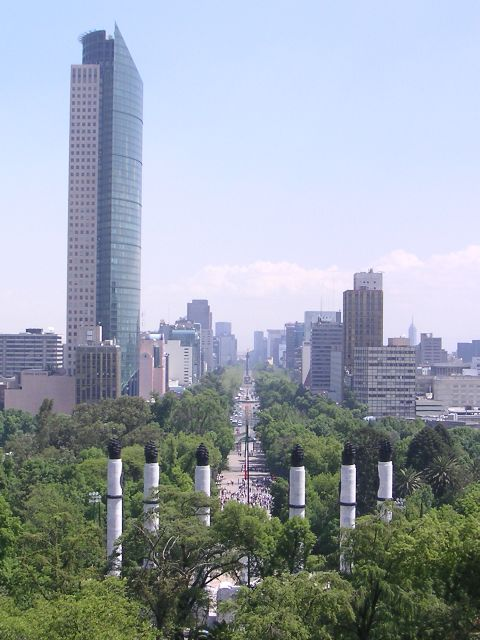
Vista de la Ciudad de México con el Paseo de la Reforma y la Torre Mayor.

La infraestructura hídrica de la Zona Metropolitana del Valle de México está formada por infraestructura para el abastecimiento de agua en grandes cantidades y la distribución de agua (abastecimiento de agua), la recolección de aguas residuales, la recolección de aguas pluviales y el tratamiento de aguas residuales (saneamiento), y el riego principalmente con aguas residuales.

### Abastecimiento de agua
El Distrito Federal y el Estado de México juntos contaban con 1.089 pozos registrados con una profundidad de 70 a 200 metros en 1994. En estos, no se incluyen los pozos puestos en marcha por la Comisión Nacional del Agua, que son más profundos. También hay una gran cantidad de pozos no registrados, muchos de los cuales se encuentran en el Estado de México. En general, los pozos están ubicados en cuatro campos de pozos distintos. Estos se etiquetan como campos de pozos del Sur (o Xochimilco), Metropolitano, Este (o región de Texcoco) y Norte.
Aparte de estos campos de pozos, la infraestructura de abastecimiento de agua en grandes cantidades de la Ciudad de México está formada por dos sistemas: Lerma y Cutzamala. El sistema Lerma, construido en los años 40, trasvasa 4,8 m3/s de agua (6% del abastecimiento de agua total para la Zona Metropolitana del Valle de México) provenientes de campos de pozos de la cuenca superior del río Lerma al oeste de la Ciudad de México. El sistema Cutzamala se construyó por etapas desde finales de los años 70 hasta finales de los años 90 para trasvasar 14,9 m3/s (19% del abastecimiento total) de agua del río Cutzamala en la cuenca de Balsas, al suroeste de la Zona Metropolitana de la Ciudad de México, para su uso como agua potable, para lo cual la eleva más de 1000 metros. Utiliza 7 estanques, un acueducto de 127 km de largo con 21 km de túneles, 7,5 km de canales abiertos y una planta de tratamiento de agua. Su costo fue de 1,300 millones US$. Aunque proporciona a la Ciudad de México más del 20% de su agua, el sistema Cutzamala actualmente funciona solo al 47% de su capacidad total. Ambos sistemas son puestos en marcha por la Comisión Nacional de Aguas.
El sistema de distribución de agua del Distrito Federal incorporó casi 11.000 kilómetros de líneas de distribución y 243 depósitos de almacenamiento con una capacidad de 1,5 millones de metros cúbicos en 1994. El agua de las distintas fuentes se añade a los sistemas de distribución comunes. El Distrito Federal también ha puesto en funcionamiento una línea de transmisión de agua (el Acueducto Periférico) que transporta el agua del sistema Cutzamala (ingresando al sistema de distribución desde el oeste) a la parte suroeste y este del distrito. El sistema del Estado de México cuenta con casi 800 kilómetros de líneas de distribución y 32 depósitos de almacenamiento con una capacidad de 440.000 metros cúbicos. El Estado de México pone en funcionamiento los 49 kilómetros de líneas de distribución de agua (el Macrocircuito) para transportar agua proveniente del lado oeste del área de servicio (incluida el agua importada del sistema Cutzamala-Lerma) al lado este. Esta línea de transmisión se está actualizando para aumentar el volumen de agua tomada del sistema Cutzamala-Lerma a 7,3 cm y proporcionar servicio al área del este. La Comisión Estatal del Agua pone en servicio el Macrocircuito.

### Sistema de alcantarillado combinado
La Zona Metropolitana del Valle de México se abastece mediante un sistema unificado de alcantarillado combinado que recolecta aguas residuales municipales, aguas residuales industriales y aguas pluviales. Este incluye 11.8 km (7.4 millas) de conductos, 68 estaciones de bombeo, numerosas presas, lagunas y depósitos reguladores del control de flujo, 111 kilómetros de canales abiertos, 42 kilómetros de ríos utilizados principalmente para el drenaje y 118 kilómetros de túneles y colectores subterráneos (interceptores y emisores). Los tres interceptores son los siguientes:
- El interceptor del oeste (Interceptor del Poniente) desemboca en el canal de Nochistongo, que finalmente se une al emisor central;
- El Interceptor Central desemboca en el Emisor Central (Drenaje Profundo) y después en el río Salto del Estado de Hidalgo, próximo a la presa Requena, desde donde fluye hasta el Valle del Mezquital; y
- El interceptor del este (Interceptor del Oriente) desemboca en el Gran Canal, después pasa por los túneles antiguos y nuevos de Tequixquiac y, por último, desemboca en el río Salado.[6]

El caudal de estiaje total de la Zona Metropolitana del Valle de México, que se compone principalmente de aguas residuales municipales sin tratar, se estimó en 44 m3/s en 1993. Durante la temporada de lluvias, la región experimenta muchas tormentas de gran intensidad y corta duración. Una sola tormenta puede producir hasta 70 milímetros (unas 3 pulgadas) de precipitaciones, lo cual representa un 10 por ciento de las precipitaciones anuales totales. Teniendo en cuenta este patrón de precipitaciones, el sistema de drenaje general se diseñó para transportar 200 m3/s durante un período de 45 horas.

Hasta 1910, el Gran Canal funcionó puramente por gravedad con una inclinación de 19 cm por km. Durante las siguientes cinco décadas, su inclinación se redujo a 10 cm por km debido al hundimiento de tierra de 7 metros. Se instalaron algunas bombas grandes en un intento por mantener su capacidad. Después de las grandes inundaciones de 1950 y 1951, quedó claro que el Gran Canal no podía seguir protegiendo la ciudad contra inundaciones y se propuso por primera vez la creación de un sistema de drenaje profundo. En 1959 comenzaron los estudios sobre el sistema; su construcción comenzó en 1967 y se completó en 1975. Consiste en un túnel profundo, el Emisor Central, con una longitud de 68 km y una profundidad de hasta 250 m. Hoy en día constituye con creces el elemento más importante del sistema de drenaje de la Ciudad de México. El sistema se diseñó para un flujo de 170 m3/s. Sin embargo, debido al asentamiento adicional de tierra, la inclinación del Gran Canal pasó a ser nula en 1990 y negativa en 2000. A pesar de la instalación de bombas complementarias, la capacidad del Gran Canal descendió de 80 m3/s en 1975 a 15 m3/s en 2008. Esto afectó a su vez al Emisor Central, que se había diseñado para estar cerrado durante la temporada seca para su mantenimiento. Debido al asentamiento del Gran Canal, el Emisor Central se fue llenando continuamente de agua, haciendo imposible inspeccionarlo para comprobar si había problemas o mantenerlo, por lo que no se pudo realizar el mantenimiento entre 1995 y 2008. El túnel se ha deteriorado por el exceso de carga y la corrosión de sus paredes de 65.62m (20 pies) de diámetro y su capacidad se ha visto reducida a 120 m3/s. En 2008, se realizó su mantenimiento por primera vez en más de 12 años.
En total, la capacidad combinada de descarga del sistema ha descendido de 280 m3/s en 1975 a 165 m3/s en 2008. El canal de Nochistongo es el único elemento del sistema cuya capacidad permanece sin disminución a 30 m3/s.
Apenas cerca del 15% de las aguas residuales recolectadas en la Zona Metropolitana de la Ciudad de México se trató en 2008, principalmente en las plantas de tratamiento de aguas rname="Marrakech" /> Las aguas residuales tratadas se destinan a proyectos locales de reutilización como la recarga de aguas subterráneas y el riego agrícola y de jardines urbanos. Había 13 plantas de tratamiento de agutas residuales en el Distrito Federal y 14 en el área de servicio del Estado de México en 1994 que trataban un flujo total de 2,62 y 1,69 m3/s respectivamente. La parte no tratada de las aguas residuales se descarga al sistema de drenaje, desde donde se descargaba hacia el norte, lugar donde se reutilizaba para la agricultura de regadío.
La infraestructura de riego a gran escala se construyó en el Estado de Hidalgo para distribuir aguas pluviales y residuales de la Ciudad de México para el riego de alfalfa como cultivo principal, así como cebada, trigo y maíz. Gracias a los nutrientes de las aguas residuales, la producción de alfalfa por hectárea supera las 100 toneladas, en comparación con el promedio nacional de 68 a 74 toneladas. La alfalfa se planta todo el año, proporciona de 9 a 10 cosechas por plantación y se vende para actividades ganaderas en otros estados. La infraestructura se pone en servicio y se mantiene por los distritos de riego n.º 3, Tula, y n.º 100, Alfajayucan, en el Valle del Mezquital. CONAGUA era la encargada de operarla, pero se transfirió a las asociaciones civiles de usuarios durante los años 90.
La superficie agrícola es de 83.000 hectáreas, aproximadamente la mitad del tamaño del estado norteamericano de Rhode Island. Las aguas residuales se han utilizado de esta forma desde 1912. Los agricultores valoran enormemente las aguas residuales, ya sean sin tratar, tratadas parcialmente o mezcladas con aguas pluviales, debido a su capacidad para mejorar la calidad del suelo y por su carga de nutrientes, que permite aumentar la productividad. No obstante, las aguas residuales están contaminadas con organismos patógenos y productos químicos tóxicos que constituyen un riesgo para la salud tanto de los agricultores como de los consumidores de productos agrícolas.

### Reutilización para otros fines
Las actividades de reutilización del agua de la Zona Metropolitana del Valle de México se iniciaron oficialmente en 1984 bajo el programa nacional para el uso eficiente del agua, entre las que se incluyen la recarga de los acuíferos con aguas pluviales y aguas residuales municipales reclamadas, así como el uso de aguas residuales reclamadas en los sectores industriales y de servicios. Este programa nacional incluyó la creación de nuevas regulaciones de descarga de aguas residuales por parte del Distrito Federal y, en 1990, se establecieron unas disposiciones para un programa de pretratamiento industrial, un importante requisito previo para cualquier reclamación y actividad de reutilización. Sin embargo, hay escasa información disponible sobre el alcance y el éxito de los programas de pretratamiento industrial.
Dentro del área de servicio del Distrito Federal, los 2,62 m3/s de aguas residuales tratadas reutilizadas se distribuyen de la siguiente manera:
- 83 por ciento para el riego de jardines urbanos y embalses recreativos,
- 10 por ciento para usos industriales,
- 5 por ciento para el riego agrícola, y
- 2 por ciento para usos comerciales como el lavado de coches

Las industrias reciclan y reutilizan las aguas residuales generadas por ellas mismas o las municipalidades. Por ejemplo, 26 empresas privadas en la zona de Vallejo iniciaron un programa de reutilización en 1989 con el establecimiento de una empresa con ánimo de lucros: Aguas Industriales de Vallejo. La empresa rehabilitó una antigua planta de tratamiento de aguas residuales municipal y comenzó a distribuir agua reclamada a sus empresas accionistas a tres cuartos del costo del agua potable abastecida por el gobierno.
Existen en el lago de Texcoco una importante reclamación de aguas residuales y un proyecto de reutilización junto con otros programas de control de inundaciones y eliminación del polvo. Entre las inundaciones, el fondo salino poco profundo del lago podría secarse y producir fuertes tormentas de polvo. En respuesta a este problema, en 1971 se estableció el plan de Texcoco. La solución fue crear estanques más pequeños permanentes dentro del extenso e intermitente fondo del lago y rehabilitar las zonas problemáticas para lograr una mayor expansión urbana y agrícola mediante cortavientos, revegetación, riego agrícola y mejoras en el drenaje. Los lagos artificiales y de mayor permanencia se crearon aplicando los conocimientos extraídos del problema del hundimiento. Las altas tasas de bombeo permitieron que las arcillas se consolidaran y que el antiguo fondo del lago descendiera unos 4 metros en algunas partes. El componente de reutilización de los planes de Texcoco incluye la construcción de un sistema de tratamiento de aguas residuales mediante laguna facultativa y la reclamación de las aguas pluviales recolectadas para el riego agrícola. Por lo tanto, se sustituirá el agua potable actualmente utilizada con este fin.
El Distrito Federal construyó dos plantas de tratamiento piloto en 1983 con el fin de estudiar su potencial para el tratamiento avanzado de las aguas residuales de efluentes secundarios para la reutilización potable y analizar el potencial para tratar el agua subterránea contaminada. Basándose en los resultados de las plantas experimentales de tratamiento, se construyeron nuevas instalaciones de tratamiento con una capacidad de 0,3 m3/s y se diseñaron para el tratamiento de aguas subterráneas y la reutilización potable directa. El objetivo fijado del proyecto de reutilización fue mezclar el agua residual reclamada con el agua subterránea tratada e introducir la mezcla directamente en el sistema de distribución. En la actualidad, el agua residual reclamada se está utilizando para fines no potables.

### Recarga artificial de agua subterránea
Actualmente se está realizando la recarga artificial de agua subterránea en la Zona Metropolitana del Valle de México utilizando agua de inundación y aguas residuales tratadas.
La recarga artificial de agua de inundación lleva realizándose en la zona desde 1943 como método para mitigar las inundaciones más que como método para recargar el agua subterránea. Los proyectos iniciales implicaban la retención de escorrentía y la dispersión en la superficie, la modificación de canales y los pozos de infiltración. Muchos de estos proyectos se llevaron a cabo en el basalto de alta permeabilidad de las tierras altas y se alcanzaron tasas muy altas de infiltración durante los períodos de lluvias torrenciales. La recarga artificial de agua de inundación mediante pozos de inyección se desarrolló primero en el Distrito Federal alrededor del año 1953. No obstante, la mitad de los pozos se cerraron posteriormente debido a problemas operativos. En 1970, se desarrolló una serie aproximada de 56 pozos con el objetivo de desechar las aguas pluviales. Estos pozos podían contener en conjunto hasta 35 m3/s de agua. Aunque los pozos no se diseñaron con fines de recarga, las aguas pluviales posiblemente alcanzaron el acuífero.
El proyecto de Texcoco mencionado anteriormente ha llevado a cabo estudios sobre la reutilización potable indirecta de las aguas residuales reclamadas mediante la recarga artificial del acuífero utilizando el tratamiento secundario y avanzado de las aguas residuales municipales. El efluente final se puede utilizar en estanques de infiltración o pozos de inyección. En un programa independiente realizado por el Distrito Federal, una planta piloto inyectó agua tratada con procesos avanzados directamente en el acuífero a una tasa de hasta 0,05 m3/s. Los pozos de monitoreo se utilizaron para evaluar los cambios de la calidad del agua y los niveles de presión.

## Retos del agua
Entre estos, se incluyen la sobreexplotación de agua subterránea, el hundimiento de tierra, el riesgo de grandes inundaciones, el impacto de la creciente urbanización, la baja calidad del agua y el suministro intermitente, el uso ineficiente del agua, un índice bajo de tratamiento de aguas residuales, problemas de sanidad sobre la reutilización de aguas residuales para riego y la recuperación limitada de costos para el agua. La cobertura de la infraestructura en términos de acceso a una conexión de conductos de agua o al saneamiento, la cual se utiliza para supervisar los Objetivos de Desarrollo del Milenio para el abastecimiento de agua y el saneamiento, es casi universal en la Zona Metropolitana del Valle de México y como tal no constituye un reto. 

### Sobreexplotación de agua subterránea
El crecimiento exponencial de la población de la Zona Metropolitana de la Ciudad de México ha agotado sus recursos de agua subterránea. La recarga del acuífero es de unos 31,6 m3/s que, al compararla con la extracción de 59,5 m3/s, da lugar a un consumo excesivo de 28 m3/s. En 1983, se inició la supervisión sistemática de los niveles de agua del acuífero. Desde ese momento, el promedio anual de descensos de los niveles de agua subterránea varían de 0,1 a 1,5 metros por año en distintas zonas. Teniendo en cuenta la tasa actual de agotamiento, se ha calculado que el volumen estimado de almacenamiento corresponde a entre 200 y 350 veces la extracción anual. Sin embargo, con un enfoque simplista del balance de agua se están obviando otras realidades. Por ejemplo, el acuífero es vulnerable a los problemas de calidad del agua inducidos geológicamente con el aumento de consolidación y profundidad del acuífero y la fragmentación de las capas de arcilla. Además, es posible que el volumen real disponible del acuífero principal fuera menor que el estimado debido a la probable reducción de porosidad con el aumento de profundidad. También existen limitaciones prácticas y económicas a la profundidad de bombeo.
Lo que sigue es el balance de agua de la Zona Metropolitana del Valle de México:
|                         | Water sources |
| Groundwater             | 59.5 m3/s     |
| Import from Lerma basin | 4.8 m3/s      |
| Import Cutzamala system | 14.9 m3/s     |
| Rivers and springs      | 2.7 m3/s      |
| Total                   | 81.9 m3/s     |
| ----------------------- | ------------- |

|                  | Water use |
| Municipal use    | 64.7 m3/s |
| Industrial use   | 4.6 m3/s  |
| Agricultural use | 12.6 m3/s |
| Total            | 81.9 m3/s |
| ---------------- | --------- |

### Hundimiento de tierra
La ciudad descansa sobre la arcilla altamente saturada del antiguo lago de Texcoco. Esta base blanda se está desplomando a causa de la sobreextracción de agua subterránea. El hundimiento de tierra de la Ciudad de México provocado por la sobreexplotación de agua subterránea durante los últimos cien años ha sido de hasta 9 metros y, como consecuencia, se han producido daños en edificios, calles, aceras, alcantarillas, drenajes de agua pluvial y otras infraestructuras.

### Inundación
La inundación es habitual en la Ciudad de México y empantana carreteras y aceras. En los barrios de baja altitud como Iztapalapa, los residentes están tan acostumbrados a ver la crecida de un mar fétido de aguas residuales en las calles que han construido pequeños diques delante de sus casas. Las inundaciones se provocan por el hundimiento conjunto y el aumento de impermeabilidad del suelo a causa de la urbanización. Según muestra el modelado, si el Emisor Central fallara durante la temporada de lluvias, se produciría una gran inundación que anegaría el centro histórico, el Aeropuerto Internacional de la Ciudad de México y los distritos del este de la Ciudad de México.

### Aumento de la urbanización
El crecimiento urbano reduce la permeabilidad del suelo en las zonas de recarga de agua subterránea y aumenta el riesgo de inundaciones. Se estima que la zona metropolitana crece de forma anual de 200 a 300 hectáreas en las zonas de recarga. Por cada metro cuadrado que se edifica, se pierde un promedio de 170 litros de recarga al año. De esta manera, por cada hectárea que se edifica, se pierde el agua para 500 familias y aumenta de forma adicional la presión del agua subterránea. Entre 1989 y 1994, el Distrito Federal declaró seis zonas de protección ambiental, principalmente en los bosques y las laderas, con una superficie total de casi 5.000 hectáreas con el fin de protegerlas de la urbanización.

### Calidad del agua y abastecimiento intermitente
La baja calidad del agua es una preocupación en cuanto a la fuente y al punto de uso. Al principio, se creía que el agua subterránea de la Ciudad de México estaba protegida de la contaminación por una gruesa capa impermeable. Sin embargo, esta capa se ha fragmentado a causa del hundimiento de tierra. Asimismo, el flujo natural ascendente del agua en el Pozo artesiano ahora se ha invertido a causa del agotamiento del agua subterránea. De esta manera, se cree que el agua subterránea de la Ciudad de México se hará cada vez más vulnerable a los contaminantes de los vertederos y los emplazamientos industriales que se filtran en el acuífero. Además, el profundo sistema de drenaje penetra en la arcilla (acuitardo) en algunos lugares del acuífero principal. Durante los períodos de lluvias torrenciales, las aguas residuales se filtran fuera de los túneles profundos hacia el subsuelo de alrededor y producen la contaminación del acuífero.
Las fugas del sistema de distribución son uno de los principales motivos de preocupación de la calidad del agua potable. Cuando las aguas residuales penetran en el suelo desde alcantarillas con fugas u otras fuentes, cuando la presión es baja los conductos con fugas se infiltran con agua contaminada. Según el Laboratorio de Calidad del Agua del Distrito Federal, los barrios que experimentan interrupciones más frecuentes del servicio tienen agua de peor calidad que los barrios con suministro constante. El porcentaje de muestras de agua corriente de los hogares en cumplimiento con el estándar de cloro residual (0,2 miligramos/litro) fue del 87 al 100 por ciento de las pruebas realizadas en 1993 y resultó notablemente bajo en las delegaciones del sureste (Iztapalapa, Tláhuac y Xochimilco). Los depósitos de almacenamiento de agua de los hogares o tinacos son habituales en casi todas las azoteas de las casas y suelen almacenar agua cuando la presión de agua del sistema es inadecuada. En muchos casos, los depósitos están abiertos y no se limpian con regularidad, lo cual hace que el cloro residual se disipe y propicie el crecimiento de microorganismos. Los niveles estándar de cloro (0,2 miligramos/litro) mantenidos en el sistema de distribución al llegar al grifo del cliente no son suficientes para eliminar los microorganismos que hayan podido penetrar en los conductos.
El abastecimiento de agua en muchas partes de la Zona Metropolitana del Valle de México es intermitente y la presión suele ser insuficiente. Así, los usuarios tienen que complementar su abastecimiento de agua con agua comprada de camiones cisterna o pipas. De forma ocasional, el abastecimiento de agua incluso se interrumpe durante varios días, como sucedió en enero de 2009 cuando el suministro de agua del sistema Cutzamala tuvo que reducirse cortando el agua a 5,5 millones de personas durante tres días. A este incidente le siguió un segundo corte del suministro en marzo de 2009 y, más recientemente, una tercera interrupción en abril de 2009. Esta tercera interrupción se realizó en respuesta a los niveles alarmantemente bajos de las reservas de agua de la ciudad y a la realización de reparaciones en el sistema Cutzamala. Ésta duró 36 horas y dejó a más de cinco millones de residentes de la ciudad sin servicios de agua. En respuesta, el gobierno de la Ciudad de México ha tenido que implementar un programa de respuesta de suministro de emergencia, mediante el cual se proporciona agua en camiones cisterna y botellas a los residentes de las comunidades afectadas.

### Tratamiento limitado de aguas residuales y preocupaciones sobre la reutilización para riego
Como se ha mencionado anteriormente, únicamente el 15% de las aguas residuales de la Zona Metropolitana del Valle de México recibe tratamiento en la actualidad. El agua pluvial, las aguas residuales municipales sin tratar y las aguas residuales industriales parcialmente tratadas se mezclan entre sí y se reutilizan para riego a gran escala.
Existen preocupaciones sobre el impacto sobre la salud y el medio ambiente de la reutilización para riego de aguas residuales sin tratar de la Ciudad de México. Los cultivos que crecen con aguas residuales se limitan a los cultivos que no se comen crudos, pero estas limitaciones son difíciles de imponer y los agricultores también cultivan verduras utilizando aguas residuales. Según un estudio del Instituto Internacional del Manejo del Agua (IWMI), estos riesgos se deben considerar con detenimiento, pero también debe tenerse en cuenta la importancia de esta práctica para los medios de vida de innumerables minifundistas. Los estudios acerca de suelos regados con aguas residuales sin tratar durante 50 años revelan una acumulación de metales pesados en el suelo, pero también que se acumulan en menor grado en las plantas. De acuerdo con otro estudio, se ha encontrado contaminación bacteriana en el agua de los canales utilizada para baño y en el agua subterránea utilizada para abastecimiento de agua potable de las zonas de regadío en las que se han reutilizado aguas residuales, lo que ha dado lugar a una alta incidencia de diarrea e irritaciones de la piel.

### Ineficiencia en el uso urbano del agua
El Distrito Federal tiene un nivel de agua no rentable del 40%, próximo a la media nacional, lo que implica que únicamente el 60% del agua bombeada en el sistema se factura realmente. Un gran porcentaje del agua no rentable no se debe a las fugas, sino a las conexiones ilegales. Además, el SACM, el departamento de aguas del distrito, tiene con creces la eficiencia de cobro más baja entre las 25 municipalidades principales, ya que solo recibe el pago del 40% de todas sus boletas. Por lo tanto, solo el 24% (el 60% se factura, el 40% de las boletas se paga) del agua bombeada en el sistema se paga. El nivel de agua no rentable en el Estado de México es inferior, de modo que el nivel medio de la zona metropolitana es del 36%.
Las cifras en cuanto al uso de agua per cápita son difíciles de comparar a lo largo del tiempo, ya que las fuentes normalmente no indican si las pérdidas de agua están incluidas en las cifras o no. El Instituto Nacional de Estadística y Geografía estableció el uso de agua del Distrito Federal en 223 litros/día en 1999 (probablemente tras las pérdidas), incluidos 164 litros de uso residencial y 59 litros para usos industriales y comerciales. Esto es solo un tercio del uso de agua en Estados Unidos promedio, que es de 603 litros/persona/día. Sin embargo, sigue siendo un tercio mayor que el uso de agua en Francia, que solo es de 165 litros/persona/día. Otra fuente establece el uso medio de agua per cápita en 1994 entre 364 y 230 litros al día para el Distrito Federal y el Estado de México respectivamente (probablemente antes de las pérdidas). Las autoridades atribuyen el aumento del uso per cápita en el Distrito Federal al hecho de que este tiene un mayor desarrollo y cuenta con mayor actividad comercial e industrial que el Estado de México. No obstante, las tarifas y la medición más bajas en el Distrito Federal también pueden influir en el mayor uso de agua.

### Recuperación limitada de costos
Existe una enorme brecha entre el costo del abastecimiento de agua, un cuarto de lo que se importa mediante trasvases intercuencas de las cuencas del Lerma y el Balsas, y lo que se recupera de los usuarios. Entre los motivos de la baja recuperación de costos, se encuentran las conexiones ilegales de agua, las bajas tarifas y el bajo nivel de cobro de boletas, en concreto en el Distrito Federal.
La recuperación de costos en el Estado de México es mucho mayor que en el Distrito Federal. Por ejemplo, la ciudad de Toluca en el Estado de México cobra a los usuarios residenciales 9,5 pesos (0,72 US$)/m3 por un consumo de 30 m³, incluido un recargo por el saneamiento, la sexta tasa más alta entre las 25 municipalidades principales del país. Esto sigue siendo insuficiente en relación con el costo del agua en grandes cantidades del sistema Cutzamala, a casi 10 pesos (0,78 US$)/m3, sin tener en cuenta el costo de la distribución de agua y el saneamiento.
En 2004, el Distrito Federal cobró a los usuarios residenciales 3,3 pesos (0,26 US$)/m3 por el mismo consumo sin ningún recargo por el saneamiento, la cuarta tasa más baja entre las mismas municipalidades. El resto se subsidia de forma eficaz a través de los gobiernos municipales y federales. En agosto de 2007, surgió un conflicto entre CONAGUA y el Distrito Federal cuando CONAGUA aumentó la tarifa del agua abastecida a través del sistema Cutzamala y el Distrito rechazó el aumento.

## Respuesta a los retos
A raíz de estos retos, se han creado dos programas principales. La Comisión Nacional del Agua inició un programa de sostenibilidad del agua de 2800 millones US$ en 2007 para el abastecimiento de agua en grandes cantidades, drenaje y tratamiento de aguas residuales durante el período de 2007 a 2012. De forma paralela, el gobierno del Distrito Federal inició un plan medioambiental de 15 años que también incluía el drenaje y el tratamiento de aguas residuales. De forma adicional, hace hincapié en la conservación y la reutilización del agua mediante la recarga de los acuíferos. Ambos planes tienen como objetivo reducir el agua no rentable.

### Programa de sostenibilidad del agua
En noviembre de 2007, el presidente Felipe Calderón inició un programa de sostenibilidad del agua de 2800 millones US$ para el Valle de México (Programa para la Sustentabilidad Hídrica de la Cuenca del Valle de México) hasta 2012. El programa amplía el anterior programa para el saneamiento del Valle de México. Sus objetivos son evitar las grandes inundaciones, como la inundación de Tabasco de 2007, tratar todas las aguas residuales recolectadas y reducir la sobreexplotación de agua subterránea.
Abastecimiento de agua e intercambio. Se transportarán 14 m3/s más de agua de varias fuentes. La mayor de estas importaciones (5 m3/s) estará formada por agua subterránea del valle de Tula al norte de la Zona Metropolitana del Valle de México, donde la cantidad de aguas residuales ha aumentado después de muchos años de riego con aguas residuales sin tratar, a un costo de 255 millones US$. La segunda mayor fuente de agua adicional se movilizará mediante un intercambio de aguas residuales tratadas para agua limpia que en la actualidad se utiliza para riego en la zona del Vaso de Cristo (4m3/s), a un costo de 140 millones. Como parte de la "rehabilitación" de las fuentes existentes, se espera ampliar en 3 m3/s el sistema Cutzamala, a un costo de 275 millones US$. Por último, 2 m3/s de la presa de Guadalupe en el Estado de México estarán disponibles a un costo de 40 millones US$.
Drenaje de agua pluvial y tratamiento de aguas residuales. El programa prevé la construcción del Emisor Oriente de manera paralela al Emisor Central. En febrero de 2009, CONAGUA supervisó la adquisición de la primera de las tres tuneladoras de la empresa alemana Herrenknecht. La nueva tuneladora se ha utilizado para comenzar las excavaciones del túnel en abril de 2009. Se espera que todas las obras del sistema de túneles se completen en septiembre de 2012, a un costo previsto de 13 000 millones MXP (aprox. 1.000 millones US$).
Aparte de la descarga del Emisor Oriental, se tratarían 23 m3/s en una planta de tratamiento de aguas residuales planificada en El Salto (Hidalgo), para abastecer de agua al distrito de riego de Tula. Casi la mitad de la inversión (1.280 millones US$) se destinará a la construcción de 6 plantas de tratamiento de aguas residuales, de las cuales la planta de El Salto será la mayor con diferencia.
El logro del objetivo del programa de abastecer agua a una población en crecimiento y reducir la presión del acuífero se basa en el supuesto de que la fuga se reduzca del 36% en 2005 al 25% en 2030. 
Financiamiento. El programa se está financiando a partir de las siguientes fuentes:
- Sector privado: se espera que las plantas de tratamiento de aguas residuales se financien por los sectores privados como proyectos de Construcción-Operación-Transferencia (COT)
- Gobierno Federal: el Gobierno Federal financia directamente algunas de las obras, realizadas por CONAGUA
- El fideicomiso n.º 1928, creado por el Distrito Federal, el Estado de México y el Gobierno Federal, financiará parte de las obras. El fideicomiso se repone mediante los pagos realizados por el Distrito Federal y el Estado de México por el abastecimiento que reciben de agua en grandes cantidades de CONAGUA. Este lo administra financieramente el Banco Nacional de Obras y Servicios Públicos Banobras, con CONAGUA en función de coordinador técnico. El fideicomiso se enmendó en noviembre de 2008 con el fin de permitir el financiamiento de una gama más amplia de proyectos.[24]
- Un fondo metropolitano, establecido a nivel nacional para las inversiones en infraestructura, también financia algunas obras.

Algunas de las inversiones podrían retrasarse a causa del deterioro de la situación fiscal a nivel federal.

### Plan medioambiental

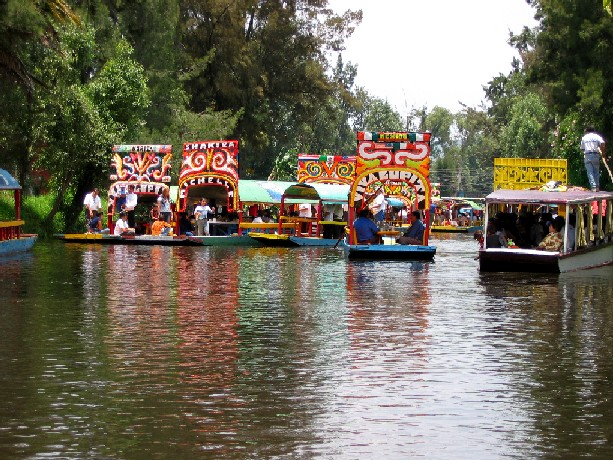
Canales de Xochimilco.

Con el objetivo de complementar el SARP, el Distrito Federal inició en 2007 un plan medioambiental (Plan Verde) destinado al desarrollo sostenible del distrito que se centran en siete ejes principales, uno de los cuales es el agua. En 2008 tuvo un presupuesto de 6 millones US$. En cuanto al agua, se prevé alcanzar un equilibrio en el acuífero con la reducción del uso residencial del agua, el descenso de pérdidas de la red, el aumento de la reutilización y el tratamiento de aguas residuales y la creación de parques alrededor de los lagos Tláhuac y Xochimilco. Más específicamente, se espera poder aumentar la recarga del acuífero a través de cambios en el uso de la tierra y pozos de recarga; la medición de todos los usuarios para 2010 y el cobro a todos los usuarios por el agua; la identificación y regularización de las conexiones ilegales; la construcción de plantas de tratamiento de aguas residuales terciarias para inyectarlas en el acuífero. Se espera que el plan alivie la presión del acuífero en 6,8 m3/s, incluidos 3,3 m3/s con la reducción de fugas, 1 m3/s mediante la conservación del agua y 2,5 m3/s con la recarga de agua subterránea con aguas residuales tratadas. Estas medidas en conjunto, si tienen éxito, reducirán la extracción de agua subterránea en la Zona Metropolitana del Valle de México en un 10% y el consumo excesivo en un 25%, pero siguen siendo insuficientes para crear un equilibrio entre la extracción y la recarga.

## Últimas respuestas a los retos
Entre las últimas respuestas a los retos del agua de la Zona Metropolitana del Valle de México se encuentra, una ambiciosa campaña de conservación del agua iniciada en 1989, así como un aumento de la medición y una reducción de las fugas con la participación del sector privado iniciados a principios de los años 90.

### Programa de conservación del agua en los años 90
En 1989, al mismo tiempo que se introducían normas nacionales de eficiencia del agua más estrictas para los electrodomésticos, la Ciudad de México inició un ambicioso programa para sustituir los inodoros convencionales (con 16 litros) por modelos de 6 litros; mediante este programa se reemplazaron 350.000 inodoros en 1991. El programa también incluía una campaña de información pública a gran escala y un aumento de las tarifas del agua. El impacto de los programas es difícil de evaluar, ya que las cifras disponibles sobre el consumo de agua son difíciles de comparar a lo largo de los años debido a que no está claro si incluyen las pérdidas de agua y si se refieren únicamente al consumo residencial o al consumo total.

### Participación del sector privado de 1993 a 2007
Manuel Camacho Solís, el Jefe de Gobierno del Distrito Federal de 1988 a 1997 y nombrado por el presidente Carlos Salinas (PRI), condujo el proceso de participación del sector privado en el abastecimiento de agua en la Ciudad de México a comienzos de los años 90. En ese momento, los ingresos del agua fueron extremadamente bajos, no había en funcionamiento ninguna base de datos de clientes, prácticamente no había mediciones disponibles y había una eficiencia baja de cobro de boletas. Al menos el 22% de los clientes no recibía boletas, en parte debido a que las conexiones de agua las realizaba un departamento y la facturación la gestionaba otro que no recibía ninguna información sobre las conexiones de agua del anterior departamento.
En noviembre de 1992, se lanzaron las licitaciones; en marzo de 1993, se publicaron los resultados y en noviembre se firmaron contratos de servicio por 10 años con cuatro empresas, cada una para un bloque de la capital:
- El bloque 1 con cuatro distritos del norte se concedió a SAPSA (Servicios de Agua Potable S.A.), constituida por la gran empresa de construcción mexicana Ingenieros Civiles Asociados (ICA), junto con el banco Banamex y la empresa francesa Générales Des Eaux (Vivendi),
- El bloque 2 con tres distritos se concedió a IASA, (Industrias del Agua S.A.), que estaba formada por empresarios de Monterrey y la empresa británica Severn Trent.
- El bloque 3 con la zona empobrecida del sureste se atribuyó a TECSA (Tecnología y Servicios de Agua S.A.), que estaba compuesta por Bancomer, Bufete Industrial y la empresa francesa Lyonnaise Des Eaux-Dumex (SUEZ-Ondeo Services), así como la empresa británica Anglian Water.
- El bloque 4 con cinco delegaciones prósperas se concedió a AMSA (Agua de México S.A.), que estaba formada por el grupo GUTSA y la empresa británica North West Water International.

El proceso de participación del sector privado se divide en tres fases: 
- Primera fase (1994-1995): actualización del registro de usuarios.
- Segunda fase (1995-1998): lectura de las mediciones, facturación y algunos aspectos del cobro.
- Tercera fase (1998-2003): detección y reparación de fugas, extensión y rehabilitación de la red secundaria de rehabilitación.

La ciudad se mantuvo a cargo de la infraestructura de producción, tratamiento y distribución principal de agua, así como de algunos aspectos de la recaudación y de la infraestructura de saneamiento. También estableció tarifas del agua. Las primeras dos fases tuvieron éxito. Bajo los contratos, el número de conexiones medidas creció de prácticamente ninguna en 1994 hasta 1.264.500 en 2002, alcanzando más del 90% de todos los usuarios. Sin embargo, la tercera fase no fue tan exitosa.
Entre 1994 y 1998, la cantidad facturada aumentó en casi el 30% en términos reales. Pero la cantidad cobrada se estancó, ya que los operadores privados no estaban a cargo del cobro de boletas. La eficiencia de cobro realmente descendió del 84% al 69% El servicio permaneció invariable en términos de intermitencia del abastecimiento y la calidad del agua, ya que estos aspectos no formaban parte de los contratos. Las tarifas y la recuperación de costos tampoco cambiaron, puesto que los ingresos cubrieron menos del 75% de los costos operativos. La tercera fase de facturación que aumentó la responsabilidad para el sector privado se abandonó después de que el PRD ganara las elecciones en 1997 y se volvieron a negociar los contratos.
En principio, el presidente del PRD Andrés Manuel López Obrador (2000-2005) renovó los contratos en 2004 durante otros cinco años, pero sus sucesores les dieron término al cabo de poco tiempo antes de su vencimiento. Todos los aspectos de la prestación de servicios volvieron a SACM, que tenía capacidad limitada para llevar a la práctica los ambiciosos objetivos establecidos en el plan medioambiental para la reducción del agua no rentable y la mejora del cobro de boletas.

### Proyecto de Saneamiento del Valle de México
En 1996, el Banco Interamericano de Desarrollo (BID) aprobó un préstamo de 365 millones US$ para el Proyecto de Saneamiento del Valle de México, en paralelo con un préstamo de 410 millones US$ a través del Fondo de Cooperación Económica de Ultramar de Japón. El proyecto del BID, que se cerró en 2005, preveía la construcción de 4 plantas de tratamiento de aguas residuales con una capacidad total de 74,5 m3/s, así como la rehabilitación de los sistemas de drenaje.

## Objetivo 6: Agua limpia y saneamiento -ODS (ONU)
A pesar de que en la actualidad el 90% de la población mundial cuenta con fuentes de agua potable mejoradas, se estima que para 2050 el 25% de la población mundial viva en un país con carencias hídricas debido a la mala distribución y el mal manejo del agua; afectando principalmente los países con pobreza, teniendo repercusiones en la alimentación y la salud de sus habitantes. Se cree que la cantidad de agua dulce en el planeta es suficiente para cubrir las necesidades de la población, pero o se cuenta con la cultura del cuidado y saneamiento de las fuentes de gua potable. 
Lo Objetivos de Desarrollo Sostenible se establecieron el 25 de septiembre de 2015 y se estima que para 2030 todos los puntos establecidos sean cubiertos y solucionados para lograr una mayor convivencia entre los habitantes de cada país y mejorar la calidad de vida del hombre a nivel mundial. Lo que se busca hacer a través de este objetivo dentro de los Objetivos de Desarrollo Sostenible es "garantizar la disponibilidad y la gestión sostenible del agua y el saneamiento para todas y todos".

### Metas del objetivo 6[37]
6.1  Lograr el acceso universal y equitativo al agua potable a un precio asequible para todos
6.2  Lograr el acceso a servicios de saneamiento e higiene adecuados y equitativos para todos y poner fin a la defecación al aire libre, prestando especial atención a las necesidades de las mujeres y las niñas y las personas en situaciones de vulnerabilidad
6.3  Mejorar la calidad del agua reduciendo la contaminación, eliminando el vertimiento y minimizando la emisión de productos químicos y materiales peligrosos, reduciendo a la mitad el porcentaje de aguas residuales sin tratar y aumentando considerablemente el reciclado y la reutilización sin riesgos a nivel mundial
6.4  Aumentar considerablemente el uso eficiente de los recursos hídricos en todos los sectores y asegurar la sostenibilidad de la extracción y el abastecimiento de agua dulce para hacer frente a la escasez de agua y reducir considerablemente el número de personas que sufren falta de agua
6.5  Implementar la gestión integrada de los recursos hídricos a todos los niveles, incluso mediante la cooperación transfronteriza, según proceda
6.6  Proteger y restablecer los ecosistemas relacionados con el agua, incluidos los bosques, las montañas, los humedales, los ríos, los acuíferos y los lagos
6.a Ampliar la cooperación internacional y el apoyo prestado a los países en desarrollo para la creación de capacidad en actividades y programas relativos al agua y el saneamiento, como los de captación de agua, desalinización, uso eficiente de los recursos hídricos, tratamiento de aguas residuales, reciclado y tecnologías para esto. 
6.b  Apoyar y fortalecer la participación de las comunidades locales en la mejora de la gestión del agua y el saneamiento